# Begonia albococcinea
Begonia albococcinea là một loài thực vật có hoa trong họ Thu hải đường. Loài này được Hook. mô tả khoa học đầu tiên năm 1845.